# Мартін Турновський
Мартін Турновський (чеськ. Martin Turnovský; 29 вересня 1928, Прага — 19 травня 2021) — чеський диригент.

## Загальні відомості
Початкову освіту в диригуванні здобув у Джорджа Селла, з яким приятелював його батько. Під час Другої світової війни був заарештований і потрапив до концентраційного табору через частково єврейське походження.
У повоєнні роки навчався в Празькій академії музики у Карела Анчерла. 1958 року став переможцем Міжнародного конкурсу молодих диригентів у Безансоні.
1963—1966 років — головний диригент Симфонічного оркестру Пльзеньського радіо. З його іменем пов'язують перше помітне зростання авторитету цього колективу. Водночас працював також з Чеським філармонічним оркестром.
1966—1968 років очолював Саксонську державну капелу Дрездена.
Після введення військ Варшавського договору до Чехословаччини в 1968 році емігрував до Австрії і отримав австрійське громадянство.
Очолював Норвезьку оперу (1975—1980) і Боннську оперу (1979—1983).
Працював з багатьма оркестрами Європи як запрошений диригент.
Після Оксамитової революції відновив роботу в Чехії. 1992—1996 років очолював Празький симфонічний оркестр.